# X Factor (Francia)
X Factor è la versione francese del talent show musicale britannico The X Factor, in cui concorrono aspiranti cantanti pop scelti attraverso audizioni. Il programma è andato in onda sul canale francese W9 (su M6 nella seconda serie) e sul canale belga della Vallonia RTL-TVI.
La prima edizione si è conclusa il 28 dicembre 2009 dopo 14 settimane di messa in onda con la vittoria di Sébastien Agius; la seconda edizione è andata in onda nel 2011 vedendo trionfare in finale Matthew Raymond-Barker sulla sedicenne Marina d'Amico.

## Sinossi

### Prime fasi di selezione
Nella prima serie le audizioni si sono svolte in otto città francesi e una belga (Lilla, Lione, Nizza, Nancy, Tolosa, Marsiglia, Rennes, Parigi e Bruxelles). Nella seconda edizione le città scelte sono state invece solo quattro: Lilla, Lione, Montpellier e Parigi.
Ogni candidato partecipa a un primo provino dove deve interpretare un brano a sua scelta. Il team di preselezione poi decide se il candidato deve passare alla scelta della giuria. In questo caso, allora egli parteciperà alle audizioni dei tre giurati che deve convincere in pochi minuti cantando una canzone francese a sua scelta (in cui può essere accompagnato da uno strumento). Su richiesta della giuria, può essere chiesto di interpretare un secondo brano. Per passare alla fase successiva, i candidati devono convincere almeno due dei tre giudici.
In seguito, coloro che sono stati scelti vengono poi richiamati per partecipare alle successive selezioni.

### La scelta finale
Le centinaia di candidati ammessi vengono richiamati presso una grande villa situata vicino a Parigi e vengono divisi in tre/quattro categorie:
- 16-24 (Ragazzi e Ragazze nella seconda serie);
- 25+;
- Gruppi vocali.

A ogni giudice verrà assegnata una categoria nella quale sceglierà i relativi tre concorrenti finalisti.

## Riassunto stagioni
| Categoria                             | Colore |
| ------------------------------------- | ------ |
| +25                                   |        |
| Gruppi                                |        |
| 16-24 (solo prima edizione)           |        |
| 16-24 Uomini (dalla seconda edizione) |        |
| 16-24 Donne (dalla seconda edizione)  |        |

| Stagione | Anno | Vincitore | Secondo | Terzo     | Giudice Vincitore | Presentatore      | Giudici                                                                |
| -------- | ---- | --------- | ------- | --------- | ----------------- | ----------------- | ---------------------------------------------------------------------- |
| Prima    | 2009 | Sebastièn | Marie   | Basilic   | Alain Lanty       | Alexandre Devoise | Alain Lanty, Mark Cerrone, Julie Zenatti                               |
| Seconda  | 2011 | Matthew   | Marina  | Maryvette | Vèronic DiCaire   | Alexandre Devoise | Christophe Willem, Henry Padovani, Olivier Schultheis, Vèronic DiCaire |

## Prima edizione
La prima edizione del talent show, presentata da Alexandre Devoise, è andata in onda dal 28 settembre al 28 dicembre 2009 e si è conclusa con la vittoria di Sébastien Agius.

### Tabella riassuntiva
| Categoria (Giudice)          | Concorrenti                        | Concorrenti                              | Concorrenti                                    |
| ---------------------------- | ---------------------------------- | ---------------------------------------- | ---------------------------------------------- |
| 25+ (Alain Lanty)            | Annie Eliminata alla 4ª puntata    | Cécile Eliminata alla 1ª puntata         | Sébastien Vincitore                            |
| Gruppi Vocali (Mark Cerrone) | Basilic Eliminati alla 7ª puntata  | Character Soul Eliminate alla 3ª puntata | Gauthier Dymon & Flo Eliminati alla 2ª puntata |
| 16-24 (Julie Zenatti)        | Cyrielle Eliminata alla 6ª puntata | Guillaume Eliminato alla 5ª puntata      | Marie 2ª classificata                          |

## Seconda edizione
La seconda edizione, andata in onda nel 2011 su M6, si è conclusa con la vittoria finale del giovane Matthew Raymond-Barker della categoria 16-24 Ragazzi, capitanata da Véronic DiCaire.

### Tabella riassuntiva
| Categoria (Giudice)                | Concorrenti                       | Concorrenti                           | Concorrenti                        |
| ---------------------------------- | --------------------------------- | ------------------------------------- | ---------------------------------- |
| 25+ (Cristophe Willem)             | Cécile Eliminata alla 2ª puntata  | Maryvette 3ª classificata             | Vincent Eliminato alla 4ª puntata  |
| Gruppi Vocali (Henry Padovani)     | Oméga Eliminati alla 5ª puntata   | 2nde Nature Eliminati alla 6ª puntata | Twem Eliminati alla 1ª puntata     |
| 16-24 Ragazze (Olivier Schultheis) | Marina 2ª classificata            | Sarah Eliminata alla 9ª puntata       | Bérénice Eliminata alla 3ª puntata |
| 16-24 Ragazzi (Véronic DiCaire)    | Florian Eliminato alla 8ª puntata | Raphaël Eliminato alla 7ª puntata     | Matthew Vincitore                  |